# Sven Gustaf Wingqvist

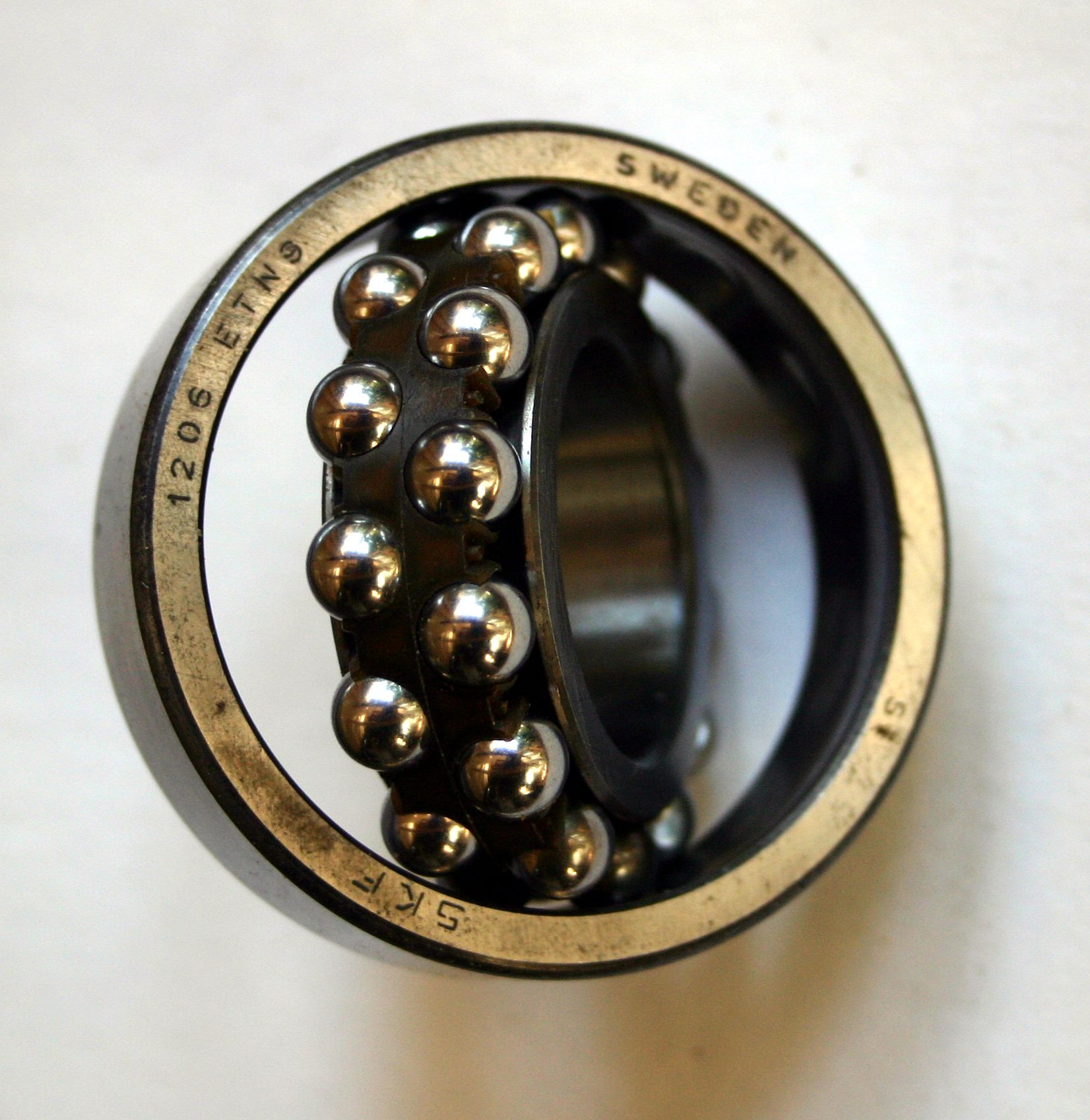
Wingqvist csapágy

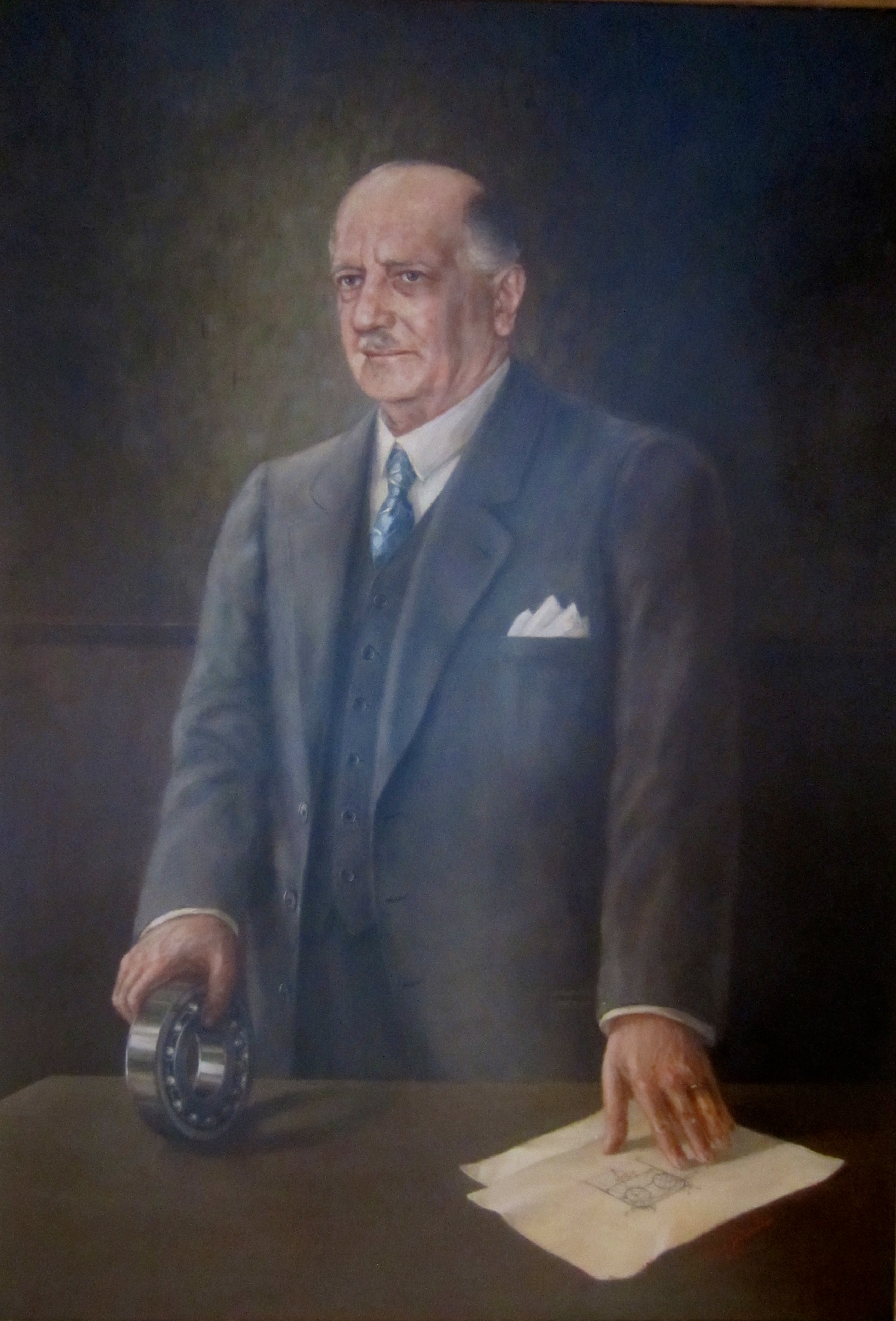
Sven Wingquist – Oskar Spitzmüller olaj, vászon, Bécs

Sven Gustaf Wingqvist (Kumla, 1876. december 10. – Vasa község, 1953. április 17.) svéd mérnök, feltaláló és iparos, a Svenska Kullagerfabriken (SKF) egyik alapítója, amely ma a világ egyik vezető golyós- és görgőscsapágygyártója. Sven Wingqvist 1907-ben találta fel a többsoros, önbeálló golyóscsapágyat, amely megalapozta későbbi üzleti jövőjét is mint az SKF cégcsoport elnöke.

## Kronológia
- 1876: December 10-én született a svédországi Örebrotól délre fekvő Kumla községben. Szülei a Hallsberg SD Wingqvist és Anna Lundberg a helyi vasútállomás-felügyelői.
- 1894: Az örebroi Rudbecksskolanban érettségizett (Örebro Műszaki Alapiskola).
- 1899: Wingqvist a göteborgi Gamlestadens Textile Industry üzemeltető mérnöke lett. Sok éven át dolgozott itt, hogy megoldást találjon a fő hajtótengelyek golyóscsapágyainak gyakori meghibásodásával kapcsolatos problémákra. Mint később kiderült, ezt a talajviszonyok okozták, ugyanis a gyár agyagra épült. A tengelycsapágy-támaszok időnként néhány millimétert elmozdultak, szinte alig mérhetően, de éppen eléggé ahhoz, hogy az akkoriban rendelkezésre álló "merev" csapágyakban óriási többleterőt indukáljanak egyes pontokon. Wingqvist egyre több időt fordított általánosságban a csapágyak fejlesztésére, mindenféle műszaki vívmányt és új ötletet gyűjtött össze, amelyeket Európa-szerte folyamatosan bemutattak a golyóscsapágy-technológiáról. Különösen gondosan tanulmányozta Richard Stribeck professzor [4] 1902-ben, a németországi Drezdai Technológiai Intézetben dolgozó jelentését, amelyben tudományos szempontból összehasonlította a golyóscsapágyakat a siklócsapágyakkal. Wingqvist hamar rájött, hogy a golyóscsapágyaknak van jövője, és van lehetőség az innovációra. Kezdeményezésére egy kis műhelyt alakítottak ki a Gamlestadens gyár területén, ahol különböző kivitelű és acélanyagok vizsgálatait végezhették el. 1906-ban szabadalmat kapott az egysoros önbeálló golyóscsapágyra (svéd szabadalom reg. No. 24160), de ennek a csapágytípusnak az a hátránya, hogy gyenge volt az axiális terhelésekhez. Továbbra is azon dolgozott, hogy megoldást találjon egy olyan önbeálló csapágyra, amely a radiális terhelés mellett az axiális terhelést is képes viselni.
- 1907: Sven Wingqvist és a Gamlestadens Textile Industry tulajdonosai kezdeményezésére február 16-án megalakult az SKF, először a Gamlestadens Textile Industry leányvállalataként. Ügyvezető igazgatónak, valamint műszaki vezetőnek nevezték ki. Axel Carlandert, a Gamlestadens Textile Industry egyik tulajdonosának fiát nevezték ki az SKF vezérigazgatójává . (Axel Carlander 1937-ig töltötte be az SKF vezérigazgatói posztját). Május 21-én az SKF benyújtotta a szabadalmi bejelentést a Svéd Szabadalmi és Regisztrációs Hivatalnál (PRV) egy többsoros önbeálló radiális golyóscsapágyra vonatkozóan. A szabadalmat június 6-án adták meg szabadalmi (reg. 25406 sz. Feltaláló: SG Wingqvist. [5]). A szabadalmi bejelentésben egy kétsoros, valamint egy háromsoros golyóscsapágyat ismertetnek. Ugyanezen időn belül az SKF 10 különböző országba, köztük Franciaországba, Németországba, Angliába és az Egyesült Államokba küldött ki szabadalmi bejelentéseket, és ezekben az országokban rövid időn belül meg is adták a szabadalmat. Az ajtó most nyitva volt a világméretű terjeszkedés előtt. Miután az új gyár Göteborgban megépült, a világ számos országában SKF értékesítési társaságok és új gyártóüzemek épültek. Az első Svédországon kívüli SKF gyártóüzemet az angliai Lutonban hozták létre 1911-ben.
- 1919: Wingqvist feleségül veszi Hildur Hultot (1892–1963). [6]
- 1919–1932: Wingqvist független tanácsadó mérnökként és részmunkaidős vezérigazgatóként dolgozik az SKF-nél.
- 1938–1953: az SKF vezérigazgatója.
- 1933–38: az AB Bofors ügyvezető igazgatója.
- 1938–46: az AB Bofors vezérigazgatója.
- 1941–53: a Svenska Flygmotor AB vezérigazgatója.

## Szabadalmi védelem alatt álló találmányok
- 25406 Többsoros önbeálló radiális golyóscsapágy, 1907
- 26266 Önbeálló golyóscsapágy axiális terhelésekhez, 1908
- 27397 Szerszám precíziós méréshez, 1908
- 31707 Kétsoros gömbgörgős csapágy, 1910
- 33901 Labdatartó eszköz, Wingqvist és H. Olsson, 1910
- 57197 Görgőscsapágy nyomókarimával, Wingqvist és NA Palmgren, 1919
- 78223 Speciális szerszám kétsoros gördülőcsapágyakhoz, 1931